# Граб шушинский
Граб шушинский (лат. Carpinus ×schuschaensis) — вид лиственных деревьев из рода Граб (Carpinus) семейства Берёзовые (Betulaceae).

## Распространение и экология
В природе ареал вида охватывает Закавказье и северо-западные районы Ирана.
Произрастает в нижнем и среднем горных поясах в качестве подлеска, на опушках и по порубкам лиственных лесов. В лесах горного Талыша занимает верхние горизонты.

## Ботаническое описание
Небольшое дерево с красновато-бурыми, мелковолосистыми молодыми ветвями.
Листья яйцевидные или овальные, длиной 3,5—7 см, шириной 2,5—4 см, оттянуто-заострённые, в основании едва сердцевидные, по краю неровно дважды-пильчатые, на черешках длиной 10—15 мм.
Пестичные серёжки рыхлые, длиной около 5 см, диаметром 3 см. Прицветные чешуи косо-треугольные, острые, длиной 2—3 см, шириной 1—16 мм, по переднему широкому краю дважды зубчатые, по заднему узкому — просто зубчатые или почти цельнокрайные;
Плод — эллипсоидальный, сплюснутый, коротко опушённый и железисто-точечный орешек с выступающими рёбрышками в верхней части. 
Цветение в марте — апреле. Плодоношение в июне — июле.

## Таксономия
Вид Граб шушинский входит в род Граб (Carpinus) подсемейства Лещиновые (Coryloideae) семейства Берёзовые (Betulaceae) порядка Букоцветные (Fagales).
|  |                                      |  |                                                             |                                                             |                     |  | ещё 7 семейств (согласно Системе APG II) | ещё 7 семейств (согласно Системе APG II)                   |                                                            |  |  |  | ещё 3 рода   | ещё 3 рода         |  |  |
|  |                                      |  |                                                             |                                                             |                     |  | ещё 7 семейств (согласно Системе APG II) | ещё 7 семейств (согласно Системе APG II)                   |                                                            |  |  |  | ещё 3 рода   | ещё 3 рода         |  |  |
|  |                                      |  |                                                             | порядок Букоцветные                                         |                     |  |                                          |                                                            | подсемейство Лещиновые                                     |  |  |  |              | вид Граб шушинский |  |  |
|  |                                      |  |                                                             | порядок Букоцветные                                         |                     |  |                                          |                                                            | подсемейство Лещиновые                                     |  |  |  |              | вид Граб шушинский |  |  |
|  | отдел Цветковые, или Покрытосеменные |  |                                                             |                                                             | семейство Берёзовые |  |                                          |                                                            | род Граб                                                   |  |  |  |              |                    |  |  |
|  | отдел Цветковые, или Покрытосеменные |  |                                                             |                                                             |                     |  |                                          |                                                            |                                                            |  |  |  |              |                    |  |  |
|  |                                      |  | ещё 44 порядка цветковых растений (согласно Системе APG II) | ещё 44 порядка цветковых растений (согласно Системе APG II) |                     |  |                                          | ещё одно подсемейство, Берёзовые (согласно Системе APG II) | ещё одно подсемейство, Берёзовые (согласно Системе APG II) |  |  |  | ещё 40 видов |                    |  |  |
|  |                                      |  |                                                             | ещё 44 порядка цветковых растений (согласно Системе APG II) |                     |  |                                          |                                                            | ещё одно подсемейство, Берёзовые (согласно Системе APG II) |  |  |  |              |                    |  |  |